# Komsomolsky (huyện của Ivanovo)
Huyện Komsomolsky (tiếng Nga: ? райо́н) là một huyện hành chính tự quản (raion), của Tỉnh Ivanovo, Nga. Huyện có diện tích 1191 kilômét vuông, dân số thời điểm ngày 1 tháng 1 năm 2000 là 24300 người. Trung tâm của huyện đóng ở Komsomol'sk.